# Sarcophaga subulata
Sarcophaga subulata är en tvåvingeart som beskrevs av Louis Pandellé 1896. 
Sarcophaga subulata ingår i släktet Sarcophaga och familjen köttflugor. Artens utbredningsområde är Frankrike. Arten är reproducerande i Sverige. Inga underarter finns listade i Catalogue of Life.